# Hyperthaema ruberrima
Hyperthaema ruberrima är en fjärilsart som beskrevs av William Schaus 1905. Hyperthaema ruberrima ingår i släktet Hyperthaema och familjen björnspinnare. Inga underarter finns listade i Catalogue of Life.